# Ampedus martini
Ampedus martini là một loài bọ cánh cứng trong họ Elateridae. Loài này được Zeising & Sieg miêu tả khoa học năm 1992.